# Воллех, Лотар
Лотар Воллех (нем. Lothar Wolleh; 20 января 1930, Берлин — 28 сентября 1979, Лондон) — немецкий фотограф.

## Биография
Учился в Высшей школе прикладного искусства в Берлине (1946—1948). Арестован советским командованием по сфабрикованному обвинению в шпионаже, осужден на 15 лет принудительных работ в лагере под Воркутой. После визита в Москву канцлера Аденауэра в 1956 году вместе с другими немецкими военнопленными освобожден, вернулся в Берлин.
В 1956—1957 годах учился в школе фотографии, графики и моды в Западном Берлине. В 1958 году прошёл в Швеции на острове Готланд программу реабилитации молодых людей, жертв войны, разработанную Всемирным советом церквей. В 1959—1961 годах учился в Школе дизайна в Эссене. До конца 1960-х годов работал в рекламной фотографии, в основном — в Дюссельдорфе.
В 1970 году выпустил альбом «СССР: государство и люди». В дальнейшем работал как независимый фотограф. Наиболее известен портретами актуальных художников, оставил их более ста, среди них — Генри Мур, Рене Магритт, Ман Рэй, Георг Базелиц, Фриц Вотруба, Жан Тенгели, Йозеф Бойс, Герхард Рихтер, Христо, Гюнтер Юкер, Магдалена Абаканович, Клас Олденбург и другие. В 1977—1979 годах проводил много времени в Польше, работая над сериями «Чёрная Богоматерь Ченстоховская» и «Замок Вавель».

## Наследие
Большая выставка работ Воллеха 1959—1979 годов прошла в 2005—2007 годах в музеях Бремена, Хофхайма и Кобленца.

## Альбомы, каталоги
- UdSSR: Der Sowjetstaat und seine Menschen. Stuttgart: Belser, 1970 (предисловие Генриха Бёлля)
- Lothar Wolleh: eine Wiederentdeckung: Fotografien 1959—1979. Bremen: Hauschild, 2005

## Галерея
- Galerie
- Рене Магритт
- Генри Мур
- Ман Рэй
- Херберт Цангс
- Ото Пине
- Лучо Фонтана
- Герхард Рихтер
- Георг Базелиц
- Арман
- Konrad Klapheck
- Blinki Palermo
- Йозеф Бойс
- Edward Kienholz